# Philip Warren Anderson
Philip Warren Anderson   (Indianàpolis, 13 de desembre de 1923 - Princeton, 29 de març de 2020) fou un físic i professor universitari estatunidenc guardonat amb el Premi Nobel de Física l'any 1977.

## Biografia
Va néixer el 13 de desembre de 1923 a la ciutat d'Indianapolis, capital de l'estat nord-americà d'Indiana. Estudià física a la University Laboratory High School of Urbana, on es llicencià l'any 1940. Posteriorment ingressà a la Universitat Harvard per ampliar estudis sota la direcció de John Hasbrouck van Vleck.
Entre 1967 i 1975 fou professor universitari a la Universitat de Cambridge, i des de 1984 fins a la seva mort fou professor a la Universitat de Princeton.

## Recerca científica
Entre 1949 i 1984 va entrar a formar part dels Laboratoris Bell de Nova Jersey on va treballar, al costat de William Bradford Shockley i John Bardeen entre d'altres, al voltant de la física de la matèria condensada i el ferromagnetisme, ressonància magnètica, superconductivitat, l'estudi dels semiconductors i l'efecte Kondo entre d'altres.
El 1977 fou guardonat amb el Premi Nobel de Física, juntament amb Nevill Francis Mott i John Hasbrouck van Vleck, per les seves investigacions en l'estructura electrònica del magnetisme i els sistemes desordenats, que van permetre el desenvolupament de la commutació electrònica i dels dispositius de memòria dels ordinadors.